# 21556 Christineli
21556 Christineli è un asteroide della fascia principale. Scoperto nel 1998, presenta un'orbita caratterizzata da un semiasse maggiore pari a 2,3960559 UA e da un'eccentricità di 0,2338987, inclinata di 7,38518° rispetto all'eclittica.